# Quinto Flávio Mésio Cornélio Egnácio Severo Loliano
Quinto Flávio Mésio Cornélio Egnácio Severo Loliano Mavórcio, o Jovem (em latim: Quintus Flavius Maesius Cornelius Egnatius Severus Lollianus signo Mavortius Iunior) foi um oficial romano de meados do século IV. Era filho de Loliano Mavórcio e irmão de Quinto Flávio Egnácio Plácido Severo. Em duas inscrições, a primeira de Putéolos (X 1697=D 1226) e outra num tablete de bronze (VI 32010=XV 7160), aparece como homem claríssimo e pretor triunfal. Na primeira inscrição é dito que era patrono do Colégio Decatrênsio (collegium decatrensium).